# Acroloxus orientalis
Acroloxus orientalis е вид охлюв от семейство Acroloxidae.

## Разпространение и местообитание
Този вид е разпространен в Русия (Амурска област и Бурятия).
Обитава сладководни басейни, реки и потоци.